# Irina Privalova
Irina Anatolyevna Privalova  (nascida Sergeyeva; Malakhovka, 22 de novembro de 1968) é uma antiga atleta russa, especialista em provas de velocidade e de barreiras. Foi campeã olímpica de 400 metros com barreiras na edição dos Jogos Olímpicos de 2000, em Sydney.

## Biografia
Tendo-se iniciado na patinagem de velocidade, Privalova enveredou pelo atletismo no final da década de 1980, tendo sido campeã da União Soviética em 100 e 200 metros, nos anos de 1989 e 1990.
Revela-se ao grande público internacional em 1991 quando, nos Campeonatos Mundiais em Pista Coberta de Sevilha, arrebata a medalha de ouro vencendo a grande favorita que era Merlene Ottey. No verão desse mesmo ano, chega aos Mundiais de Tóquio com uma marca abaixo dos 11 segundos e com alguma dose de favoritismo. Porém, naão consegue melhor do que o quarto lugar, tanto nos 100 como nos 200 metros, ficando em ambas as finais atrás de Katrin Krabbe, Gwen Torrence e Merlene Ottey.